# Trogonostomus scutatum
Trogonostomus scutatum är en skalbaggsart som beskrevs av Leon Fairmaire 1896. Trogonostomus scutatum ingår i släktet Trogonostomus och familjen Rutelidae. Inga underarter finns listade i Catalogue of Life.